# Gurat
Gurat é uma comuna francesa na região administrativa da Nova Aquitânia, no departamento de Charente. Estende-se por uma área de 16,03 km². Em 2010 a comuna tinha 181 habitantes (densidade: 11,3 hab./km²).